# Дилогія
Дило́гія — це поєднання двох літературних або драматичних творів, пов'язаних між собою спільністю сюжету, дійових осіб тощо. Зустрічається відносно рідко.
Походить поняття дилогії від назви драми на два акти у давньогрецькому театрі. В іншому значенні «дилогія» може вживатись як синонім двозначності.

## В літературі
Одна з найбільш ранніх дилогій — кіклічні поеми, приписувані Гомеру: «Іліада» та «Одіссея». Остання, написана пізніше, доєднується сюжетно, хоча й не являє собою безпосереднє продовження «Іліади».
Прикладами дилогії в сучасній літературі можуть бути зокрема:
- романи Ільфа і Петрова «Дванадцять стільців» та «Золоте теля»[4];
- дилогия про Ходжу Насреддіна Порушник спокою («Возмутитель спокойствия», 1940) та Зачарований принц («Очарованный принц», 1954) — основний твір Леоніда Соловйова[5];
- дилогія «Тесей», яку складають романи «Цар має померти» (The King Must Die, 1958) та «Бик з моря» (The Bull from the Sea, 1962) британської письменниці Мері Рено;
- Дилогія Льюїса Керрола про пригоди дівчинки Аліси: «Пригоди Аліси у Дивокраї» і Аліса в Задзеркаллі.

## В драматургії
Як приклади дилогії в драматургії можна навести п'єсу Ібсена «Кесар і Галілеянин», що складається з двох композиційно окремих, але пов'язаних задумом, сюжетом, героями — драм: «Відступництво цезаря» і «Кесар Юліан». 

До дилогії може бути також віднесено «Валленштейн» Шиллера, що складається по суті з двох п'єс: «Пікколоміні» і «Смерть Валленштейна», яким у вигляді прологу передує «Табір Валленштайна».
Відома оперна дилогія французького композитора Гектора Берліоза «Троянці» («Взяття Трої», «Троянці в Карфагені», 1859).

## Кіно
- Дилогія «Убити Білла» режисера Квентіна Тарантіно.

## Відеоігри
- BioShock і BioShock 2
- Call of Duty 4: Modern Warfare і Call of Duty: Modern Warfare 2
- Call of Juarez і Call of Juarez: Bound in Blood
- Desperados: Wanted Dead or Alive і Desperados 2: Cooper's Revenge
- Far Cry і Far Cry 2
- Half-Life і Half-Life 2
- Just Cause і Just Cause 2
- Kane & Lynch: Dead Men і Kane & Lynch 2: Dog Days
- Left 4 Dead і Left 4 Dead 2
- Manhunt і Manhunt 2
- StarCraft і StarCraft II: Wings of Liberty
- Supreme Commander і Supreme Commander 2
- Tom Clancy's Ghost Recon: Advanced Warfighter і Tom Clancy's Ghost Recon: Advanced Warfighter 2
- Tom Clancy's Rainbow Six: Vegas і Tom Clancy's Rainbow Six: Vegas 2